# Museu da Academia de Artes e Ciências Cinematográficas
O Academy Museum of Motion Pictures (também conhecido como Museu do Oscar) é um museu na cidade de Los Angeles, Califórnia, construído pela Academia de Artes e Ciências Cinematográficas (AMPAS), que se dedica à história, ciência e impacto cultural da indústria cinematográfica. É o primeiro museu em grande escala desse tipo nos Estados Unidos. O prédio está localizado no histórico edifício May Company Building, na interseção da Wilshire Boulevard e Fairfax Avenue, parte da Museum Row na Miracle Mile.
Inicialmente previsto para ser inaugurado em 2020, sua conclusão e inauguração foram adiadas devido à pandemia de COVID-19. Foi oficialmente inaugurado em 25 de setembro de 2021, e aberto para o público em geral em 30 de setembro.

## Design
O projeto do museu foi supervisionado pelo arquiteto italiano Renzo Piano. O exterior do edifício da May Company, dedicado como o Edifício Saban após uma doação de US$ 50 milhões de Cheryl e Haim Saban, foi reformado com novo calcário, bem como novos ladrilhos de folhas douradas para seu "cilindro" de canto.
O saguão do Edifício Saban inclui duas áreas de exposição, a Galeria da Família Spielberg e a Galeria Marilyn e Jeffrey Katzenberg. O Shirley Temple Education Studio será dedicado a workshops sobre produção de filmes e incluirá uma coleção de itens e memorabilia da carreira de Shirley Temple.
Uma estrutura esférica foi construída como uma extensão do edifício principal, conectada por via aérea, que apresenta o Dolby Family Terrace com cúpula de vidro. O museu possui duas salas de teatro que serão utilizadas para exibição de filmes, programação e outros eventos especiais; o David Geffen Theatre com 1.000 lugares no Sphere, e o Ted Mann Theatre menor, com 288 lugares, no nível inferior do Saban Building.

## Coleções
A Academia possui mais de 13 milhões de objetos, incluindo fantasias, esboços, rolos de filmes, pôsteres, adereços e roteiros que datam de 1927. Em maio de 2020, o museu comprou o vestido da Rainha de Maio usado por Florence Pugh em Midsommar (2019) por US$ 65 mil, como parte de um leilão de caridade realizado pela A24  para arrecadar dinheiro para profissionais de saúde em Nova York em meio à pandemia de COVID-19.
Outros objetos na coleção do Museu incluem: 
- Os sapatos de rubi da personagem Dorothy de O Mágico de Oz (1939)[12]
- As sapatilhas usadas por Shirley Temple em The Little Colonel (1935)
- A máquina de escrever usada por Alfred Hitchcock para Psicose (1960)
- Uma réplica do tubarão usado no filme Jaws (1975) de Steven Spielberg
- As tábuas de pedra do filme Os Dez Mandamentos de 1956
- O modelo da nave espacial Aries 1B e um traje espacial usado por Keir Dullea em 2001: A Space Odyssey (1968)
- Uma capa usada por Béla Lugosi em Drácula (1931)
- O vestido amarelo que Mia (Emma Stone) usa no filme La La Land.